# Bourniquel
Bourniquel (trong tiếng Occitan Borniquèl) là một xã của Pháp, nằm ở tỉnh Dordogne trong vùng Aquitaine của Pháp. Xã này có diện tích 8,96 km2, dân số năm 1999 là 896 người. Xã nằm ở khu vực có độ cao trung bình 161 m trên mực nước biển.

## Hành chính
| Danh sách các xã trưởng                |             |                    |      |         |
| Giai đoạn                              | Giai đoạn   | Tên                | Đảng | Tư cách |
| 1989                                   | đương nhiệm | Jean-Marie Selosse | -    | -       |
| Tất cả các dữ liệu trước đây không rõ. |             |                    |      |         |

## Thông tin nhân khẩu
| Năm | 1962 | 1968 | 1975 | 1982 | 1990 | 1999 |
| --- | ---- | ---- | ---- | ---- | ---- | ---- |
| Dân số | 112  | 62   | 88   | 78   | 52   | 61   |
| From the year 1962 on: No double counting—residents of multiple communes (e.g. students and military personnel) are counted only once. |      |      |      |      |      |      |